# شعب الديوان (ردفان)

تعديل مصدري - تعديل

شعب الديوان هي إحدى قرى عزلة الحبيلين بمديرية ردفان التابعة لمحافظة لحج، بلغ تعداد سكانها 468 نسمة حسب تعداد اليمن لعام 2004.